# 2017年濮阳小学踩踏事故
2017年濮阳小学踩踏事故于当地时间3月22日上午8:30左右发生在中华人民共和国河南省濮阳县第三实验小学。事发时，小学学生在考试之前的有限时间内集中前往厕所，出现混乱引发踩踏。事件造成1死22人受伤（其中5人重伤），均为该小学学生。

## 经过
踩踏事故发生于当地时间3月22日上午8:30左右，事发地点为位于濮阳县红旗路的濮阳县第三实验小学。事发当日，小学原计划举行月考。早晨8:20，学校早读课结束，原定考试开始时间为8:30，大量学生在这10分钟的休息时间内集中前往厕所。事故发生地点为学校老校区的一栋三层建筑，建筑的一层和二层为厕所，三层为储藏室。该校师生称其为“厕所楼”。这一校区共有23个班级，1,704名学生和67名教职工。“厕所楼”一层有男女公厕各一，其中女厕有14个蹲位，男厕有5个蹲位和一个长6米左右的小便池；二层设有两个女厕共10个厕位以及一个男厕，其中有5个厕位和一个小便池。建筑物楼梯狭窄，平时就有很多人。学生家长也证实学校设施陈旧，结构拥挤。
初步调查显示大量学生在短时间内迅速涌入厕所，出现拥堵导致踩踏。学校教师称，最初先有学生在楼梯上踩空倒下，“接着挤下来几个就都倒下去了”。有学生称上下楼梯的人出现冲撞，之后就出现了踩踏。有学生家长及多位濮阳县当地网友称事故原因为厕所外墙倒塌导致学生出现混乱，但当地政府否认了这一说法。事后调查显示，楼梯间和厕所内在8:30左右已经人满为患，一层楼梯处有一名学生踏空台阶向前摔倒，后续的学生没能及时停下，踩踏事故就此发生。
当地急救中心于8:31接到报警称出现踩踏事故。急救部门和警方随即赶往现场。事件造成22名学生受伤，一人在送往医院的途中身亡，5人重伤。事发后9:02时，受伤学生都被送往当地的濮阳县医院、濮阳县第二医院和濮阳仁济医院救治，亦有伤员转送至濮阳市人民医院。当地医院的工作人员称学生“伤情都比较重”，并称在急救人员赶到时，现场“孩子们已经躺在地上”。《新京报》和中国共青团旗下中国青年网等媒体当日中午误报称除送院前身亡一人之外，另有一人送院后抢救无效宣告不治，但该县政府在当日下午澄清称媒体所报死亡数据有误，事件仅造成一人死亡。之前两人死亡的数据为医院一工作人员在未核实的情况下向媒体发布。另有一些学生伤情不重，但受到较大惊吓。死者是该学校一年级的一名7岁男生。

## 后续和调查
踩踏发生后，濮阳县政府部门和中共委员会启动了应急预案，成立应急处置小组，并展开调查。县政府官员也在事发后前往学校现场和医院。该学校校长周玖菊在事件发生后当日即被免职。副校长刘文华也被停职。事件发生后，学校随即取消了考试并停课，另有武警在门口戒严。濮阳县政府在事发后表示要“查清事故原因，总结教训”，同时对学生家长开展“安抚工作”并对学生进行心理疏导。县政府还称将“对学校实施改造，改善教学设施条件”，并将“依法依纪严肃处理”相关责任人。县政府在事发后再次表示将“对校园安全隐患进一步逐一排查整治”。
北京电视台旗下新闻网站“北京时间”报道称，濮阳县教育局在3月15日曾召开全县学校安全工作会议，会议要求全县各学校加强安全工作，并将开展安全排查。《新京报》和北京时间等媒体的调查显示该学校设施设计老旧拥挤，班级人数超标。该校区每班人数平均超过70人，而中国大陆相关安全规定限制小学最大规模为30个班级、1350人，每班平均不得超过45人。学校厕所设置的厕位数也远低于中国大陆的小学卫生标准。濮阳县教育局一匿名官员在接受采访时坦承当地受城市化发展的压力，学校“普遍存在超载运行”。该学校副校长刘文华在事发当日对媒体声称自己“看到有一个孩子在厕所一层的楼梯间想向前倒，一下冲上去把孩子抱住了”，但事发后调取的监控视频显示，踩踏发生时并无老师在现场疏导。此外，学校原定在当日举行的月考也违反了教育部的规定。
案发次日上午，5名重伤学生情况明显好转。施工车辆在23日已经进入学校开始改造工作，将确保每层教学楼都有厕所。学校于27日复课，并将在复课后对学生开展心理疏导和安全防护及自救教育。